# Слободно зидарство у Србији за време Другог светског рата
Адолф Хитлер се од почетка свог политичког деловања јасно представљао као антисемита. Због својих ставова о Јеврејима Хитлер је масонерију видео као ″изврстан инструмент борбе″ Јевреја за постигнуће својих циљева као и да руководеће класе ″увучене у масонску мрежу″ постају несвестан плен јеврејства. Као аргумент за потребну борбу против масона навео је и Сједињене Америчке Државе, рекавши да слободни зидари дају права и црнцима који ће касније као пуноправни грађањи постати комунисти и срушити режим у САД.

## 1940
Међу првима у краљевини Југославији против масонства је иступио Антон Корошец. Ускоро му се придружује и надбискуп Алојзије Степинац који је рекао да ″масони трују хрватски народ и гурају га у пропаст″. У часопису ″Сигнал″ Стеван Клуић објављује чланак Масонерија кроз историју у којем оптужује масоне да су учествовали у стварању Мађарске Совјетске Републике, Шпанске републике као и за Марсејски атентат. Данило Грегорић у листу ″Време″ 2. јула 1940. објављује чланак Масони у којем тражи да се они удаље из друштвено-политичког живота. Прикључују му се словеначки лист ″Словенац″, хрватски ″Загребачки лист″ и ″Хрватска стража″. Слободни зидари се оптужују као главни противници католичке цркве. Забрањује се излазак полумесечне ревије ″Видици″ која се бави културним, политичким и привредним питањима јер се лист сматрао промасонским. Током 1940. у седишту Велике ложе Југославије, које се налазило у тадашњој Гарашаниновој улици број 8, извршен је претрес. Те мере су довеле до самоуспављивања ВЛЈ. У распису који је свим радионицама послао велики мајстор Андра Динић стоји да се рад обуставља 1. августа 1940. године ″под притиском данашњих прилика″

## Априлско и новембарско хапшење 1941
Међу првим слободним зидарима били су ухапшени професори Београдског универзитета, Виктор Новак, Јаков Хлитчијев, Др. Владета Поповић и Др. Петар Струве. Ухапшени су од стране Гестапоа. Хапшења су спровођена и у НДХ, ухапшени масони су спровођени у логоре у Јасеновцу и Градишци. Истрагу над бившим масонима водио је Ханс Рихтер, магистар филозофије ког су интересовале масонске архиве и списак свих чланова. Нова хапшења уследила су у ноћи између 4. и 5. новембра када је ухапшено око двеста виђенијих Београђана, међу којима је било шездесет масона. Хапшење ни овог пута није заобишло Виктора Новака, ухапшени су из прихватног центра на Дедињу упућени у логор на Бањици. Квислиншки лист ″Ново Време″ писао је поводом хапшења да је борба која жртвује сто за једног бесмислена. Већина заробљених била је пуштена почетком 1942. Разлог за овај поступак се крије или у интервенцији Недићеве владе или у нади да ће овим чином већина ухапшених, како слободних зидара тако и осталих, бити принуђена да сарађује са окупатором.

## Упитник
Упитник се састојао од тридесет питања и морао је бити попуњен у року од три дана и лично достављен комесару за персоналне послове Танасији Динићу. Упитник је састављан од стране Немаца и на основу одговора на постављена питања Динић је одлучивао да ли ће слободни зидар бити протеран из службе, пензионисан или и даље запослен. Поред уобичајених питања везаних за биографију, време ступања у ложу, њен унутрашњи ред и хијерархију било је политичких питања као што су став према Јеврејима, питање о раду јеврејске ложе Бене Берит, конкордат, српско-хрватски односи, спољнополитичка оријентација Југославије, итд. Ова испитивања вршена су се од 1941. до 1943. Масони су углавном избегавали давање прецизних одговора и то су правдали заклетвом коју су положили при уласку у ложу. По личном наређењу Танасије Динића отпуштено је више чиновника и просветних радника. Међу отпуштенима су углавном биле судије, просветни радници, адвокати. Пензионисана су 24 професора Београдског универзитета, међу њима били су слободни зидари Александар Белић, Јован Ердељановић, Петар Бајаловић, Никола Пушин, и други. Неки масони су враћени у службу уз образложење да су потребни због своје стручности, један од њих био је Ђуро Поповић. Његова слика је чак уклоњена са Антимасонске изложбе уз образложење да је био ″експониран у борби против комуниста″. Неки масони су дакле били признати као ″национално поуздани″ док су се други налазили у заробљеништву као војници југословенске војске. Неколико слободних зидара је стрељано а већина је прошла тортуру кроз нацистичке логоре.